# Európai Színházi Konvenció
Az Európai Színházi Konvenció (European Theatre Convention, röviden: ETC) 1988-ban jött létre. Nemzetközi szervezete az európai kortárs drámaírás és a színházi alkotás elősegítésére és támogatására alakult. Célja az európai színházak közötti együttműködés megkönnyítése, új színházi darabok létrejöttének és a fiatal európai művészek támogatása, valamint a színházi világ megjelenítse az európai kulturális politikáról folyó párbeszédben.

## A szervezetről
Az Európai Színházi Konvenció (ETC) Daniel Benoin színházigazgató ötlete, aki elindított egy európai, határokon túlnyúló együttműködést és kezdeményezte, hogy a színházak osszák meg munkáikat és személyzetüket. Két barátját, Jean-Claude Drouot-t a brüsszeli Nemzeti Színház és Heribert Sasset a Staatliche Schauspielbühnen Berlin igazgatóit kérte föl, hogy csatlakozzanak hozzá. Az európai színházi egyezmény alapító okiratát 1987 novemberében írták alá. A kezdeti cél egy olyan hálózat létrehozása volt, amely pénzügyileg és szakmailag támogatja a színházi személyzet (művészeti, technikai és adminisztratív) cseréjét az egyik intézményi struktúrából a másikba.
1988. augusztus 13-án újból összehívták a három színház igazgatóit és képviselőit, akik némi módosítás után megalapították az Európai Színházi Konvenciót. 2000-re az együttműködésnek már több, mint 30 tagja volt szerte Európából.
A Konvenció olyan hálózattá vált, amit európai kőszínházak alapítottak az európai kortárs drámaírás és színházi alkotás támogatására, a határokon átívelő kulturális kapcsolatok fejlesztésére. Kreatív és innovatív színházi projektekkel erősíti a színházművészet megbecsültségét, szerepét és a színházak olyan közösségi térként értelmezését, mely lehetővé teszi a hozzáférést a kultúrához minden generáció számára. A csatlakozott színházi döntéshozókkal és az európai közösséggel együtt támogatja az olyan színházi tevékenységeket is, amik a kultúrák közötti párbeszéd és az interkulturális kompetencia fejlesztésére hatnak az egyre sokszínűbb társadalmi környezetben.
Az együttműködő színházak olyan művészeti mobilitási projektekben vesznek részt, amelynek középpontjában a többnyelvűség, a művészeti oktatás és az európai állampolgárok színházba járása áll. A hálózat professzionális platform a színházi döntéshozók ösztönzésének a kultúrák közötti párbeszédre. A szervezet e mellett találkozók szervezésével, oktatási, képzési befektetések lehetőségeivel foglalkozik és kezdeményezője a tanulmányok és publikációk fordításának.
A Konvenció érdekképviseleti hálózat is. Mivel a fokozott verseny és a szűkülő művészeti és kulturális költségvetések miatt a kőszínházak súlyos megszorításokkal kénytelenek számolni nemzeti szinten, döntő fontosságú, hogy e színházak folyamatosan megerősítsék pozíciójukat az európai közvélekedésben.
A szervezet első irodáját Lisszabonban, a II. Mária Nemzeti Színházban (Teatro Nacional D. Maria II) nyitotta meg, majd 1995-ben Brüsszelbe, 2005-ben pedig Párizsba, a Nemzeti Színházművészeti Központba (Centre national du théâtre) költözött. 2011-ben a Berlini Német Színháznál (Deutsches Theater Berlin) nyitott hivatalt és ebben az évben partnerségbe lépett a brüsszeli A kultúra európai házával (European House for Culture, EHfC) is, mellyel egy Európai Uniós képviseleti irodát is kapott az ETC.

### Elnökök
- 1988–2005 Daniel Benoin (Franciaország)
- 2005–2011 Jean-Claude Berutti (Franciaország)
- 2011– Dubravka Vrgoc (Horvátország)

### Tagság
Három típusú tagság van a szervezetnél:
- Teljes tagság

Olyan, mint egy produkciós színházi forma. A tagsággal kinyilvánított küldetés a kultúrához való hozzáférés támogatása és megalapozása és a szervezet céljainak felvállalása. Éves tagsági díja van. Minden teljes jogú tag egy szavazattal és tisztséggel rendelkezik.
- Társult tagság

Olyan, mint egy független színházi struktúra. Ezek a kulturális szervezetek és intézmények felvállalják a szervezet céljait. Éves tagsági díjat fizetnek. A társult tagok nem szavazhatnak és vállalhatnak tisztséget.
- Tiszteletbeli tagság

Az igazgatótestület javaslatára és jóváhagyását követően nevezi ki a közgyűlés. Olyan személy, akik nagyvonalú hozzájárulást tettek az európai színházi közösség részére; illetve akik segítették, vagy hozzájárultak a szervezet létezéséhez, céljaihoz. A tiszteletbeli tagok nem szavazhatnak vagy vállalhatnak tisztséget.

## Magyarországi tagságok
Elsőként a Miskolci Nemzeti Színházat fogatta tagjai közé a nemzetközi szervezet, 2010. június 1-jén. A színház nemzetközi együttműködésben részt vett a 2011 októberétől 2013 szeptemberéig tartó Young Europe 2 elnevezésű osztályterem művészeti nevelőprogramjában, és megrendezte a 2012 májusában az ETC háromnapos közgyűlését.
A budapesti színházak közül elsőként az Új Színházat fogadta be a Konvenció – a Márta István vezetése alatt elért művészi teljesítményéért – 2011 októberében.
2015. április 17-én, akkor egyetlen magyar színházként a Pesti Magyar Színház kapott teljes jogú tagságot.